# Whitehall Stadium
Whitehall Stadium – stadion piłkarski w Dublinie, stolicy Irlandii. Obiekt może pomieścić 1800 widzów. Swoje spotkania rozgrywają na nim piłkarze klubu Home Farm FC. Obiekt był jedną z aren Mistrzostw Europy U-16 w 1994 roku oraz Mistrzostw Europy U-17 w 2019 roku.